# Cecil (Name)
Cecil ist ein englischer Vor- und Familienname.

## Namensträger

### Vorname
- Cecil Aldin (1870–1935), britischer Maler und Illustrator
- Cecil D. Andrus (1931–2017), US-amerikanischer Politiker
- Cecil Ashby (* 1897 oder 1898; † 1929), britischer Motorradrennfahrer
- Cecil Beaton (1904–1980), britischer Fotograf, Bühnenbildner und Grafiker
- Cecil Bødker (1927–2020), dänische Schriftstellerin
- Cecil Bridgewater  (* 1942), US-amerikanischer Jazz-Trompeter, Komponist und Musikpädagoge
- Cecil Brooks III (* 1961), US-amerikanischer Jazz-Schlagzeuger
- Cecil Farris Bryant (1914–2002), US-amerikanischer Politiker und 34. Gouverneur von Florida
- Cecil Bustamante Campbell, bekannt als Prince Buster (1938–2016), jamaikanischer Ska-Musiker
- Cecil Chao Sze-tsung (* 1936), chinesischer Unternehmer
- Cecil Cooke (1923–1983), bahamaischer Regattasegler und Olympiasieger
- Cecil Crawford O’Gorman (1873–1943), mexikanischer Maler
- Cecil Day-Lewis (1904–1972), britisch-irischer Schriftsteller und Dichter
- Cecil B. DeMille (1881–1959), US-amerikanischer Filmregisseur und -produzent
- Cecil De Vere (1846–1875), britischer Schachmeister
- Cecil Dye, bekannt als Babe Dye (1898–1962), kanadischer Eishockeyspieler
- Cecil Egwuatu (* 1980), deutscher Basketballspieler und Fitnesstrainer
- Cecil Mallaby Firth (1878–1931), britischer Ägyptologe
- Cecil Scott Forester (1899–1966), britischer Schriftsteller und Journalist
- Cecil Gant (1913–1951), US-amerikanischer Bluessänger und Pianist
- Cecil Armstrong Gibbs (1889–1960), britischer Komponist
- Cecil Crawford O’Gorman (1873–1943), irischer Bergbauingenieur und Maler
- Cecil Gordon (1941–2012), US-amerikanischer Automobilrennfahrer-Rennfahrer und -teambesitzer
- Cecil Gordon Lawson (1849–1882), britischer Landschaftsmaler und Illustrator
- Cecil Green (1919–1951), US-amerikanischer Automobilrennfahrer
- Cecil Griffiths (1901–1973), britischer Leichtathlet
- Cecil Heftel (1924–2010), US-amerikanischer Politiker
- Cecil Hepworth (1874–1953), britischer Filmregisseur, Produzent, Autor und Darsteller
- Cecil Hurst (1870–1963), britischer Jurist
- Cecil Irwin (1902–1935), US-amerikanischer Jazzmusiker
- Cecil Isbell (1915–1985), US-amerikanischer American-Football-Spieler und -Trainer
- Cecil Kellaway (1890–1973), US-amerikanischer Schauspieler und Drehbuchautor
- Cecil Kimber (1888–1945), britischer Unternehmer
- Cecil Lewis (1898–1997), britischer Pilot, Autor, Mitbegründer der BBC
- Cecil McBee (* 1935), US-amerikanischer Jazz-Bassist
- Cecil James McNeely, bekannt als Big Jay McNeely (1927–2018), US-amerikanischer Rhythm-&-Blues-Tenor-Saxophonist
- Cecil Parker (1897–1971), britischer Schauspieler
- Cecil Parkinson (1931–2016), britischer Politiker
- Cecil William Chase Parr (1871–1943), britischer Kolonialgouverneur in British North Borneo
- Cecil Payne (1922–2007), US-amerikanischer Jazz-Baritonsaxophonist und Flötist
- Cecil Powell (1903–1969), britischer Atomphysiker
- Cecil Price-Jones (1863–1943), britischer Hämatologe und Pathologe
- Cecil Purdy (1906–1979), australischer Schachspieler
- Cecil Rawling (1870–1917), britischer Soldat und Entdecker
- Cecil Reddie (1858–1932), britischer Pädagoge
- Cecil Remmler (* 1988), Musikproduzent und Sänger
- Cécil von Renthe-Fink (General) (1845–1909), preußischer Generalleutnant
- Cécil von Renthe-Fink (Diplomat) (1885–1964), deutscher Diplomat
- Cecil Rhodes (1853–1902), britischer Staatsmann
- Cecil Roth (1899–1970), anglo-jüdischer Historiker und Kunstkenner
- Cecil Sandford (1928–2023), britischer Motorradrennfahrer
- Cecil ffrench Salkeld (1904–1969), irischer Maler
- Cecil Skotnes (1926–2009), südafrikanischer Maler, Bildhauer und Grafiker
- Cecil Spring-Rice (1859–1918), britischer Diplomat
- Cecil Taylor (1929–2018), US-amerikanischer Jazz-Pianist, Komponist und Dichter
- Cecil H. Underwood (1922–2008), US-amerikanischer Politiker
- Cecil Walker (Radsportler) (1900–1969), australischer Radsportler
- Cecil Walker (Politiker) (1924–2007), nordirischer Politiker
- Cecil J. Watson (1901–1983), US-amerikanischer Hepatologe
- Cecil Williams (1909–1979), britisch-südafrikanischer Theaterdirektor und Anti-Apartheids-Aktivist

### Familienname

#### A
- Anthony Cecil, 4. Baron Rockley (* 1961), britischer Peer

#### B
- Brownlow Cecil, 8. Earl of Exeter (1701–1754), englischer Peer und Politiker
- Brownlow Cecil, 9. Earl of Exeter (1725–1793), englischer Peer und Politiker
- Brownlow Cecil, 2. Marquess of Exeter (1795–1867), britischer Peer und Politiker
- Brownlow Cecil, 4. Marquess of Exeter (1849–1898), britischer Peer und Politiker

#### C
- Charles Cecil, Viscount Cranborne (1619–1660), englischer Adliger und Politiker
- Charles Cecil (Spieleentwickler) (* 1962), britischer Spieleentwickler
- Charles O. Cecil (* 1940), US-amerikanischer Diplomat

#### D
- David Cecil (Politiker) (um 1460–1540), englischer Politiker
- David Cecil, 3. Earl of Exeter (um 1600–1643), englischer Peer und Politiker
- David Cecil (Schriftsteller) (1902–1986), britischer Schriftsteller
- David Cecil, 6. Marquess of Exeter (1905–1981), britischer Leichtathlet, Sportfunktionär und Politiker
- Derek Cecil (* 1973), US-amerikanischer Schauspieler

#### E
- Edward Cecil, 1. Viscount Wimbledon (1572–1638), englischer Offizier und Parlamentsabgeordneter
- Evelyn Cecil, 1. Baron Rockley (1865–1941), britischer Jurist und Politiker (Conservative Party)

#### H
- Henry Cecil, 1. Marquess of Exeter (1754–1804), britischer Politiker
- Henry Cecil (Schriftsteller) (eigentlich Henry Cecil Leon; 1902–1976), britischer Jurist und Schriftsteller
- Henry Cecil (Trainer) (1943–2013), britischer Pferdesporttrainer
- Hugh Cecil, 1. Baron Quickswood (1869–1956), britischer Politiker

#### J
- James Cecil, 3. Earl of Salisbury (1646–1683), englischer Peer und Politiker
- James Cecil, 4. Earl of Salisbury (1666–1694), englischer Peer und Politiker
- James Cecil, 5. Earl of Salisbury (1691–1728), britischer Peer und Politiker
- James Cecil, 6. Earl of Salisbury (1713–1780), britischer Peer und Politiker
- James Cecil, 1. Marquess of Salisbury (1748–1823), britischer Peer und Politiker
- James Cecil, 3. Baron Rockley (1934–2011), britischer Peer, Geschäftsmann und Politiker (parteilos)
- James Gascoyne-Cecil, 2. Marquess of Salisbury (1791–1868), britischer Politiker und Adeliger
- James Gascoyne-Cecil, 4. Marquess of Salisbury (1861–1947), britischer Politiker der Conservative Party, Mitglied des House of Commons und Peer
- John Cecil, 4. Earl of Exeter (1628–1678), englischer Peer
- John Cecil, 5. Earl of Exeter (1648–1700), englischer Peer und Politiker
- John Cecil, 6. Earl of Exeter (1674–1721), britischer Peer und Politiker
- John Cecil, 7. Earl of Exeter (1700–1722), britischer Peer und Politiker
- Jonathan Cecil (1939–2011), britischer Schauspieler und Autor

#### M
- Mallory Cecil (* 1990), US-amerikanische Tennisspielerin
- Martin Cecil, 7. Marquess of Exeter (1909–1988), britisch-kanadischer Peer, Viehzüchter und Religionsführer
- Mary Cecil, 2. Baroness Amherst of Hackney (1857–1919), britische Amateur-Archäologin
- Michael Cecil, 8. Marquess of Exeter (* 1935), britischer Peer und Politiker

#### N
- Nora Cecil (1878/1879–1951/1954), US-amerikanische Schauspielerin

#### R
- Richard Cecil (Politiker, † 1553) (1495–1553), englischer Politiker
- Richard Cecil (Politiker, † 1633) (1570–1633), englischer Politiker
- Robert Cecil, 1. Earl of Salisbury (1563–1612), englischer Staatsmann
- Robert Cecil, 1. Viscount Cecil of Chelwood (Robert Gascoyne-Cecil; 1864–1958), britischer Politiker und Diplomat
- Robert Cecil, 2. Baron Rockley (1901–1976), britischer Manager und Politiker
- Robert Gascoyne-Cecil, 3. Marquess of Salisbury (1830–1903), britischer Staatsmann und Politiker
- Robert Gascoyne-Cecil, 5. Marquess of Salisbury (1893–1972), britischer Politiker (Conservative Party)
- Robert Gascoyne-Cecil, 6. Marquess of Salisbury (1916–2003), britischer Adliger und Politiker (Conservative Party)
- Robert Gascoyne-Cecil, 7. Marquess of Salisbury (* 1946), britischer Adliger und Politik (Conservative Party)

#### T
- Thomas Cecil, 1. Earl of Exeter (1542–1623), englischer Militär und Politiker

#### W
- William Cecil, 1. Baron Burghley (* 1521 oder 1520; † 1598), englischer Politiker und Staatsmann
- William Cecil, 16. Baron de Ros (1590–1618), englischer Peer und Diplomat
- William Cecil, 2. Earl of Exeter (1566–1640), englischer Peer und Politiker
- William Cecil, 2. Earl of Salisbury (1591–1668), englischer Peer und Politiker
- William Cecil, 3. Marquess of Exeter (1825–1895), britischer Peer und Politiker
- William Cecil, 5. Marquess of Exeter (1876–1956), britischer Peer
- William Cecil (Militär, 1854) (1854–1943), britischer Militär und Höfling
- William Cecil (Militär, 1886) (1886–1914), britischer Militär
- William Cecil, 3. Baron Amherst of Hackney (1912–1980), britischer Peer und Politiker
- William Cecil, 4. Baron Amherst of Hackney (1940–2009), britischer Peer und Politiker
- William Gascoyne-Cecil (1863–1936), anglikanischer Bischof von Exeter